# Rivarolo del Re ed Uniti
Rivarolo del Re ed Uniti (Rivaról in dialetto casalasco-viadanese) è un comune italiano di 1 851 abitanti della provincia di Cremona, in Lombardia.
La creazione dell'amministrazione comunale risale al 1915; in precedenza il paese era una frazione di Casalmaggiore.

## Storia

### Simboli
Lo stemma e il gonfalone del comune sono stati concessi con decreto del presidente della Repubblica del 23 settembre 2015.
Il gonfalone è un drappo partito di azzurro e di bianco.

## Società

### Evoluzione demografica
Abitanti censiti

## Monumenti e luoghi d'interesse
- Chiesa di San Zeno Vescovo